# Calum Chambers
Calum Chambers (* 20. ledna 1995 Petersfield) je anglický profesionální fotbalista, který hraje na pozici pravého či středního obránce za anglický klub Aston Villa FC.

## Úspěchy

### Klubové

#### Arsenal
- FA Community Shield: 2014
- FA Cup: 2014/15

## Statistiky

### Klubové
K 13. lednu 2022
| Klub                  | Sezóna  | Liga           | Liga   | Liga | FA Cup | FA Cup | EFL Cup | EFL Cup | Evropské poháry | Evropské poháry | Ostatní | Ostatní | Celkem | Celkem |
| Klub                  | Sezóna  | Liga           | Zápasy | Góly | Zápasy | Góly   | Zápasy  | Góly    | Zápasy          | Góly            | Zápasy  | Góly    | Zápasy | Góly   |
| --------------------- | ------- | -------------- | ------ | ---- | ------ | ------ | ------- | ------- | --------------- | --------------- | ------- | ------- | ------ | ------ |
| Southampton           | 2012/13 | Premier League | 0      | 0    | 0      | 0      | 1       | 0       | —               | —               | —       | —       | 1      | 0      |
| Southampton           | 2013/14 | Premier League | 22     | 0    | 0      | 0      | 2       | 0       | —               | —               | —       | —       | 24     | 0      |
| Southampton           | Celkem  | Celkem         | 22     | 0    | 0      | 0      | 3       | 0       | —               | —               | —       | —       | 25     | 0      |
| Arsenal               | 2014/15 | Premier League | 23     | 1    | 4      | 0      | 1       | 0       | 7               | 0               | 1       | 0       | 36     | 1      |
| Arsenal               | 2015/16 | Premier League | 12     | 0    | 5      | 1      | 2       | 0       | 3               | 0               | 0       | 0       | 22     | 1      |
| Arsenal               | 2016/17 | Premier League | 1      | 1    | —      | —      | —       | —       | —               | —               | —       | —       | 1      | 1      |
| Arsenal               | 2017/18 | Premier League | 12     | 0    | 0      | 0      | 4       | 0       | 8               | 0               | —       | —       | 24     | 0      |
| Arsenal               | 2018/19 | Premier League | —      | —    | —      | —      | —       | —       | —               | —               | 0       | 0       | 0      | 0      |
| Arsenal               | 2019/20 | Premier League | 14     | 1    | 0      | 0      | 1       | 0       | 3               | 0               | —       | —       | 18     | 1      |
| Arsenal               | 2020/21 | Premier League | 10     | 0    | 0      | 0      | 0       | 0       | 6               | 0               | 0       | 0       | 16     | 0      |
| Arsenal               | 2021/22 | Premier League | 2      | 0    | 0      | 0      | 3       | 1       | —               | —               | —       | —       | 5      | 1      |
| Arsenal               | Celkem  | Celkem         | 74     | 3    | 9      | 1      | 11      | 1       | 27              | 0               | 1       | 0       | 122    | 5      |
| Middlesbrough (host.) | 2016/17 | Premier League | 24     | 1    | 2      | 0      | —       | —       | —               | —               | —       | —       | 26     | 1      |
| Fulham (host.)        | 2018/19 | Premier League | 31     | 2    | 1      | 0      | 1       | 0       | —               | —               | —       | —       | 33     | 2      |
| Aston Villa           | 2021/22 | Premier League | 0      | 0    | 0      | 0      | 0       | 0       | —               | —               | —       | —       | 0      | 0      |
| Celkem                | Celkem  | Celkem         | 151    | 6    | 12     | 1      | 15      | 1       | 27              | 0               | 1       | 0       | 206    | 8      |

### Reprezentační
| Anglie | Anglie | Anglie |
| Rok    | Zápasy | Góly   |
| ------ | ------ | ------ |
| 2014   | 3      | 0      |
| Celkem | 3      | 0      |